# Seconds Out
| Recensione | Giudizio |
| ---------- | -------- |
| AllMusic   |          |

Seconds Out è il secondo album dal vivo del gruppo musicale britannico Genesis, pubblicato nel 1977 dalla Charisma Records.

## Titolo
Il titolo dell'album deriva dal pugilato ed è la formula con cui il direttore di gara invita i secondi a uscire dal ring subito prima dell'inizio dell'incontro, come da regolamento.

## Storia
Si tratta di un doppio album costituito per gran parte di registrazioni tratte da concerti tenuti dai Genesis presso il Palais des Sports di Parigi dall'11 al 14 giugno 1977, nel corso della tournée europea legata all'album Wind & Wuthering. Fa eccezione il brano The Cinema Show, tratto dal concerto svoltosi al Pavillon de Paris il 23 giugno 1976, ovvero durante il tour in supporto al precedente album A Trick of the Tail.
Phil Collins è quasi sempre impegnato come cantante e frontman; il ruolo di batterista a tempo pieno è affidato dal vivo al musicista statunitense Chester Thompson, tranne nella già citata The Cinema Show dell'anno precedente, in cui il batterista è Bill Bruford. Caratteristica di tutti i concerti dei Genesis dal 1976 in poi, in quasi tutte le parti strumentali Collins lascia il centro del palco e torna dietro i tamburi a raddoppiare la sezione ritmica. L'uso della doppia batteria risente dell'influenza fusion introdotta nella band proprio da Collins, cui si deve anche la scelta di arruolare Thompson, che egli già aveva apprezzato nei Weather Report ma soprattutto nell'album Roxy & Elsewhere di Frank Zappa & The Mothers, nel quale lo statunitense era affiancato da Ralph Humphrey. Su suggerimento del frontman dei Genesis, un passaggio ritmico eseguito su quel disco nel brano More Trouble Every Day venne ripresa integralmente da Collins e Thompson sulla coda del brano Afterglow e rimase arrangiamento obbligato della canzone nell'arco di trent'anni, sino al Turn It On Again: The Tour del 2007. Anche il duetto per sole batterie, che debutta su quest'album collegando Dance on a Volcano a Los Endos, era destinato a rimanere negli anni un numero fisso nei concerti dei Genesis, fra l'altro allungandosi fino a divenire traccia a sé stante sui due album The Way We Walk, Volume Two: The Longs (Drum Duet) e Live Over Europe 2007 (Conversation with Two Stools).
Durante i missaggi di Seconds Out Steve Hackett lasciò i Genesis poiché da tempo frustrato per il poco spazio lasciato, a suo giudizio, alle sue composizioni nel gruppo e incoraggiato dall'esperienza positiva del suo primo album Voyage of the Acolyte a intraprendere la carriera solista.

## Accoglienza
Il giornalista italiano Armando Gallo, autore di quasi tutte le foto di copertina di Seconds Out, nel suo libro del 1979: Genesis, the Evolution of a Rock Band (poi ristampato come: Genesis – I Know What I Like) definì il disco: «Uno dei migliori album dal vivo mai fatti».

## Brani
Con il solo brano Afterglow proveniente da Wind & Wuthering, il disco presenta quattro brani da A Trick of The Tail e i restanti dal repertorio originariamente inciso con Peter Gabriel alla voce, tra cui la suite Supper's Ready che occupa l'intera terza facciata.

## Tracce
Lato A
1. Squonk – 6:39
2. The Carpet Crawl – 5:27
3. Robbery, Assault and Battery – 6:02
4. Afterglow – 4:29

Lato B
1. Firth of Fifth – 8:56
2. I Know What I Like – 8:45
3. The Lamb Lies Down on Broadway – 4:59
4. The Musical Box (Closing Section) – 3:18

Lato C
1. Supper's Ready – 24:33

Lato D
1. The Cinema Show – 10:58
2. Dance on a Volcano – 5:09
3. Los Endos – 6:20

## Formazione
Gruppo
- Phil Collins – voce, batteria
- Steve Hackett – chitarra
- Mike Rutherford – basso, chitarra
- Tony Banks – tastiera, chitarra

Altri musicisti
- Chester Thompson – batteria
- Bill Bruford – batteria (The Cinema Show)

## Classifiche
| Classifica (1977) | Posizione massima |
| ----------------- | ----------------- |
| Germania          | 17                |
| Italia            | 7                 |
| Nuova Zelanda     | 14                |
| Paesi Bassi       | 19                |
| Regno Unito       | 4                 |
| Stati Uniti       | 47                |
| Svezia            | 26                |
| Svizzera          | 12                |